# 피아노 소나타 8번 (베토벤)
《피아노 소나타 8번 다단조 작품번호 13》는 루트비히 판 베토벤이 쓴 작품이다. 일반적으로 “비창” 또는 "비창 소나타"라는 이름으로 더 잘 알려져 있다.

## 작곡 및 배경
정확한 작곡년도는 알 수 없지만, 이 소나타는 1798년부터 1799년에 걸쳐 쓰여진 것으로 추정된다. 당시는 베토벤의 20대 마지막 무렵이다. 동시기에 작곡된 작품으로는 《여섯 개의 첫 현악사중주》, 《피아노 소나타 9번, 10번》, 《교향곡 1번》 등이 있다. 스케치 장에는 《현악 사중주, 작품번호 59-3》와 함께 늘어서는 형태로 이 소나타의 착상이 적혀 있다.
어떤 학자들은 이 소나타가 베토벤의 생애 전반기를 그린 것이라고 전한다. 작곡가의 고독한 마음이 표현되어 있지만, 운명에 굴복하지 않는 인내를 반영하고 있기도 하다. 이 작품의 작곡을 시작할 당시 베토벤은 이미 청각 장애의 최초 징후를 경험하고 있었다.
반면, 어떤 학자들은 이 작품이 베토벤의 "로미오와 줄리엣" 시대의 심경, 즉, 청춘의 애상감을 묘사한 것이라고 전한다. 그려지고 있는 것은 베토벤의 후년의 작품에 나타나는 심원(深遠)한 비극성과는 다른 차원의 애절함이며, 그러한 정감을 음악에 의해 전달하겠다는 분명한 의식이 확립되어 온 모습을 엿볼 수 있다.

## 출판
악보는 1799년에 빈의 에더를 통해 출판되었으며, 일찌기부터 베토벤의 후원자였던 카를 폰 리히놉스키 공작에게 헌정되었다.
"Grande sonate pathétique"(비창적 대 소나타, 실제로는 비장한 대 소나타)라는 프랑스어 표제는 초판보의 표지에 이미 실렸으며, 이것이 베토벤 자신의 발안이었는지의 여부는 확실치 않으나 작곡자 본인의 양해 하에 출판사가 붙인 것이라고 여겨진다. 베토벤이 자작에 표제를 부여하는 것은 드물었으며, 피아노 소나타 장르에서는 《26번 "고별"》만이 있을 뿐이다.
표제에서의 “pathétique”는 원래 프랑스어로 “비창(悲愴)한”이 아니라 “비장(悲壯)한”이라는 뜻이다. “pathetique”가 우리나라에서 “비창한”이라고 불리는 것은, 사실 일본식 발음에 따른 오역으로 볼 수 있다. 표준국어대사전에 따르면 “비창”은 “마음이 몹시 상하고 슬픔”이라는 뜻을 지니고 있고, “비장”은 “슬프면서도 마음을 억눌러 씩씩함”이라는 뜻을 지니고 있다. 이 작품은 서두에서 장중한 다단조의 화음으로 시작, 곡 전체에 “비장감”이 감돌고 있는데, 이런 이유로 표제에 “pathétique”가 사용된 것이라고 여겨진다. “pathétique”가 의미하는 바에 대한 작곡가의 해설은 전혀 알려져 있지 않다. 표제에 대해서 파울 베커는 “지금까지의 작품에서 살짝 엿볼 수 있었던 것에 불과했던 베토벤다운 성질이 결정화 된 것”이라고 해설을 하고 있고, 윌리엄 베헨드는 “(표제는) 고귀한 열정의 표출이라는 미적 개념 안에서 해석되어야 한다”라고 말하고 있다.

## 수용 및 유산
작곡자의 피아노 소나타 중 처음으로 높고 영속적인 인기를 누렸다. 악보의 매출에서 성공을 누리면서, 기백이 날카로운 피아니스트로서 뿐만 아니라, 작곡가로서의 베토벤의 명성을 높일 수 있는 중요한 성공작이 되었다.
1924년, 뮤지컬 타임즈지에 게재된 논설에 의하면, 본 작품의 주제는 베토벤도 칭찬을 아끼지 않았던 루이지 케루비니의 오페라 《메데이아》 (1797년 발표)의 주제로부터 영향을 받은 것으로 보이며, 그 밖에도 마찬가지의 다단조로서 본 작품과 동일한 악장 구성을 갖는 모차르트의 《피아노 소나타 14번》의 영향도 음악학자들에 의해 거론된다(특히 2악장 아다지오 칸타빌레의 주제).
구스타프 노테봄은 본 작품의 마지막 악장이, 구상 단계에서는 바이올린과 피아노를 위한 악곡이었을 가능성을 지적하고 있다.
약 100여년이 지나, 러시아 작곡가 차이콥스키가 발표한 《6번 교향곡》의 첫 악장에서는, 이 피아노 소나타의 시작 부분 주제와 매우 비슷한 모티브가 사용되고 있다.
이 혁신적인 작품은 현재에 이르러 《월광》, 《열정》과 함께 베토벤의 3대 피아노 소나타로 불리고 있으며, 베토벤의 첫 피아노 대작으로도 인정되고 있다. 또한, 극적인 곡조와 아름다운 선율은 초기 피아노 소나타의 최고봉으로 꼽히는 요인이 되고 있다.
현재까지도 많은 사람들에게 사랑받고 있는 두 번째 악장의 유명한 가락은 영화와 광고를 비롯, 여러 분야에서 자주 사용되고 있으며, 이 소나타가 더 큰 인기를 끄는데 큰 몫을 했다.
세 번째 악장은, 1999년에 출시된 리듬 게임 “펌프”에서 반야의 편곡으로 “베토벤 바이러스”라는 제목으로 삽입된 바 있다. 이후 그 음악은 2006년에 불가리아 출신의 바이올린 연주자 디아나 본체바의 디지털 싱글 및 정규 앨범 수록곡으로 출시되었고, 또 이 버전은 2008년에 동명의 드라마 “베토벤 바이러스” 3부의 극 중 공연 장면에서 무반주로 연주되었다.

## 악장 구성
작품은 전 3개의 악장으로 이루어져 있다:
1. Grave (장중하게 느리게) – Allegro di molto e con brio (활기차고 매우 빠르게)
2. Adagio cantabile (노래하듯이 천천히)
3. Rondo. Allegro (빠르게)

총 연주 소요 시간은 20분 미만이다.

### 1악장: 그라베 – 알레그로 디 몰토 에 콘 브리오
진지하고 느린 서주(그라베: 장중하게 느리게)로 시작된다. 이 작품의 표제는 이 서주의 충격적인 분위기에 의한 것이다. 이어 소나타 형식으로 빠른 구간이 이어진다. 이 구간은 트레몰란도 옥타브에 의해 앞으로 추진된다. 이것은 탐구적이고 불확실한 분위기를 표현한다.
이 악장은 피아노 연주 시험을 위한 연주곡으로서 악곡과 창작자에 대한 연주자의 이해를 판단하는 데 사용되었다.
2/2 박자, 다단조, 소나타 형식.
악보1에 제시된 그라베의 서주가 놓여져 있어, 전개부와 코다에서도 모습을 보인다. 같은 수법은 《선제후 소나타 2번, WoO 47-2》의 제1악장에도 보인다.
악보1
급속한 반음계의 하강으로 서주부를 마치면, 주부가 개시되어 제1주제가 트레몰로의 반주를 타고 나타난다(악보2).
악보 2
악보2가 발전해서 긴장의 고조를 맞이하고, 침착성을 되찾게 되면, 다음의 주제가 내림마단조로 제시된다 (악보3).
악보3
한층 더 관현악적인 확대를 가진 내림마장조의 주제가 계속 된다(악보4). 같은 으뜸음의 단조 장조에 의한 대조적인 악보3과 악보4는 모두 소나타의 제2주제가 될 수 있는 성격을 가지고 있으며, 이러한 구성에 관해서는 3번 소나타의 제1악장에서 행해진 주제 배치가 선례이다. 악보2에 의한 코데타가 제시부를 묶어 반복 기호가 놓여지지만, 이 반복을 받아 곡의 서두로 돌아갈지, 주부의 개시점으로 돌아갈지는 연주자에 따라 의견이 갈린다.
악보4
제시부의 반복이 끝나면, 사단조로 악보1이 재현되어 전개부가 된다. 전개부는 제1주제에 따라 힘차게 시작하는데, 그 안에 서주부의 음형이 리듬을 바꿔가며 교묘하게 짜여져 있다. 전개부 중반 쯤에서 이미 사 음을 집요하게 울리는 왼손 트레몰로의 음형이 페달 포인트를 형성하고 있어, 충분히 준비된 후에 4옥타브에 이르는 하강음형에서 재현부로 들어간다. 재현부에서는 제1주제와 바단조의 악보3 사이에 새로운 추이가 놓이고, 악보4는 다단조로 나타난다. 코데타가 다단조로 절정에 이르렀을 때, 다시 악보1이 삽입되어 제1주제에 의한 짧은 코다로 힘차게 종결한다.

### 2악장: 아다지오 칸타빌레
베토벤이 쓴 가장 유명한 악장 중의 하나로, 고전 시대의 많은 느린 악장의 표현력 있는 아다지오를 보여준다. 유명한 칸타빌레 멜로디는 항상 내림가장조로 세 번 재생되며, 두 개의 변조 에피소드로 구분된다. 따라서 이 악장은 이러한 진지함의 악장에 더 일반적으로 사용되는 소나타 형식이 아니라 단순한 론도 형식이다.
음악은 가을의 아름다움에 대한, 차분함과 나른함의 우울한 멜로디로 시작된다. 전체 악장을 지배하는 이 초기 주제는 차분한 두 번째 주제와 악장 중간 부분의 극적 긴장의 순간을 모두 일식한다.
빌리발트 나겔은 베토벤 전 작품 중에서도 손꼽히는 음악으로 평가했고, 마이클 스타인버그는 이 악장에 대해 "하프시코드의 소유주는 틀림없이 가까운 피아노 가게로 뛰어들었을 것"이라고 말했다.
2/4 박자, 내림가장조, 론도 형식.
아름답고 노곤한 주제가 조용히 연주되기 시작한다(악보5).
악보5
성부를 늘려서 악보5가 한 옥타브 높게 반복되면, 보례 6의 에피소드가 바단조로 연주된다.
악보6
이어지는 악보5(다단조)의 재현이 끝나면, 중간부가 된다. 셋잇단음표의 반주 위에 내림가단조의 주제가 인도된다(익보7).
악보7
악보7이 크게 고조되면, 마장조로 전조하여 반복된다. 세 번째 부분은 악보5의 재현이지만, 악보7과 함께 새로 제시된 셋잇단음표가 그대로 이월된다. 셋잇단음표를 이용한 소규모 코다가 놓이면, 조용히 악장의 막이 내려진다.

### 3악장: 론도. 알레그로
이 론도 피날레는 실제로는 소나타에서 두 번째 론도라고 할 수 있는데, 그 형태의 구조적인 특징을 2악장이 지니고 있기 때문이다.
악장은 우아하고 웅변적인 주제와 함께 왼손이 연주하는 아르페지오로 시작된다. 분위기는 밝아 보이지만, 음악은 장난기 넘치는 두 번째 주제에도 불구하고 우울함을 자아낸다. 반복과 주제 전개에 이어 첫 번째 주제는 보다 민첩하고 섬세한 동시에 표면화 된다. 길고 화려한 코다에 의해 악장을 끝마친다.
2/2 박자, 다단조, 론도 형식.
악보8의 론도 주제는 악보3으로 이끌어졌지만, 제1악장과는 달리 극적인 표현을 억제해 세련된 간소함을 느끼게 한다.
악보8
추이부를 사이에 두고 돌체의 주제가 내림마장조로 연주된다.
악보9
셋잇단음표 주체의 경과가 잔잔한 에피소드를 중간에 두고 반복되며, 포르테시모의 하강음계 최저음에 페르마타를 붙여 매듭을 짓고, 악보8의 재현으로 옮겨간다. 다음에 나오는 것은 우아한 내림가장조의 주제이다(악보10). 대위법적인 수법을 구사하여 좌우의 손에 나타난 선율이 성부를 교대하면서 반복되어 간다.
악보10
대선율이 스타카토의 음형으로 바뀌어 바쁜 경과구에 연결되면, 다시 하강음계로 구분되어 론도 주제의 재현으로 진행된다. 주제가 저성부로 옮겨지는 등 변화가 일면서 악보9도 다장조로 계속 재현된다. 셋잇단음표의 에피소드도 이를 따라 다시 나타난 악보8에서 코다에 이른다. 마지막 부근에서 악보8이 회상되면서 진정되어 가지만, 마지막에 갑자기 포르테시모로 바뀌어 강력하게 전 악장을 끝낸다. 작곡자 자신은 이 악장을 유머러스하게 연주했다고 전해진다.

## 참조 음반
- 애니아 도르프만, 1952
- 파울 바두라스코다, 1953 (Westminster Records)
- 애니 피셔, 1958 (Columbia Records)
- 빌헬름 켐프, 1961 (DG)
- 블라디미르 호로비츠, 1962 (RCA Victor Red Seal)
- 아르투르 루빈스타인, 1962 (RCA Red Seal)
- 레이몽 트와르, 1962
- 스뱌토슬라프 리흐테르, 1963 (Fidelity ARC records)
- 발터 클린, 1963
- 루돌프 제르킨, 1963 (Columbia Masterworks Records)
- 알프레드 브렌델, 1964 (Turnabout)
- 빌헬름 박하우스, 1965 (Decca)
- 프리드리히 굴다, 1965 (Concert Hall)
- 글렌 굴드, 1967 (Columbia Masterworks Records)
- 다니엘 바렌보임, 1967 (His Master's Voice)
- 에리크 하이드시에크, 1969
- 이반 모라베츠, 1969
- 밴 클라이번, 1970 (RCA Red Seal)
- 클라우디오 아라우, 1972 (Philips)
- 라두 루푸, 1973 (Decca)
- 블라디미르 아시케나지, 1975 (Decca)
- 루돌프 피르쿠슈니, 1975
- 미샤 디히터, 1977
- 예밀 길렐스, 1981 (DG)
- 리차드 구드, 1985
- 이딜 비레, 1986
- 마우리치오 폴리니, 2004 (DG)
- 백건우, 2005 (Decca Classics)
- 이연화, 2007 (SONY BMG)
- 임현정, 2012 (Warner Classics)
- 김선욱, 2017 (Accentus Music)
- 손민수, 2020 (Sony Classical)